# Won by a Fish
Pour plus de détails, voir Fiche technique et Distribution.
Won by a Fish est un film muet américain réalisé en 1912 par Mack Sennett et écrit par George Hennessy, sorti en 1912.

## Fiche technique
- Réalisation : Mack Sennett
- Scénario : George Hennessy
- Format : Noir et blanc - Muet
- Pays de production : États-Unis
- Genre : Comédie
- Durée : 9 minutes
- Sortie : États-Unis : 22 avril 1912

## Distribution
- Edward Dillon : Harry
- Mary Pickford : La femme
- Dell Henderson : Père de la femme
- Kate Bruce : La servante
- Florence Lee : La femme au diner